# Frank Sullivan (Eishockeyspieler, 1898)
Francis Gerald „Frank“ Sullivan (* 26. Juli 1898 in Toronto, Ontario; † 8. Januar 1989 ebenda) war ein kanadischer Eishockeyspieler und -trainer. Bei den Olympischen Winterspielen 1928 gewann er als Mitglied der kanadischen Nationalmannschaft die Goldmedaille.

## Karriere
Frank Sullivan begann seine Karriere als Eishockeyspieler in der Mannschaft der University of Toronto, mit der er 1921 den Allan Cup, den kanadischen Amateurmeistertitel, gewann. 1928 vertrat er mit den Toronto Varsity Grads, die ein Jahr zuvor ebenfalls den Allan Cup gewonnen hatten, Kanada bei den Olympischen Winterspielen. Obwohl er zuvor nicht zum Kader der Mannschaft gehört hatte, verhalf ihm sein Bruder Joe gegen den Willen von Trainer Conn Smythe einen Platz im Team. In den 1930er Jahren war Frank Sullivan selbst Cheftrainer der Toronto Varsitiy Grads.

### International
Für Kanada nahm Sullivan an den Olympischen Winterspielen 1928 in St. Moritz teil, bei denen er mit seiner Mannschaft die Goldmedaille gewann. Er selbst erzielte im Turnierverlauf in drei Spielen zwei Tore. Bei der Eishockey-Weltmeisterschaft 1953 war er Trainer der Schweiz, die die Bronzemedaille gewann.

## Erfolge und Auszeichnungen
- 1921 Allan-Cup-Gewinn mit der University of Toronto
- 1928 Goldmedaille bei den Olympischen Winterspielen
- 1953 Bronzemedaille bei der Weltmeisterschaft 1953 (als Trainer)

## Familie
Sein Bruder Joe Sullivan wurde ebenfalls 1928 Olympiasieger im Eishockey. Auch sein Sohn Peter Sullivan war Eishockeyspieler und bestritt 126 Spiele in der National Hockey League.